# مارك تشان
مارك تشان (بالإنجليزية: Mark Chan)‏ هو شاعر سنغافوري، ولد في 1958.

## وصلات خارجية
- مارك تشان على موقع ميوزك برينز (الإنجليزية)
- مارك تشان على موقع ديسكوغز (الإنجليزية)